# Juraj Ćulinović
Juraj Ćulinović ili Giorgio Schiavone (Skradin, između 1433. i 1436. – Šibenik, 6. prosinca 1504.), hrvatski renesansni slikar.

## Životopis
Slikarstvo je učio u radionici splitskog slikara Dujma Vuškovića i u Padovi kod Francesca Squarcionea. 
Talijani su umjetnike rođene na hrvatskoj obali Jadrana zvali "Schiavon" pa je njego talijansko ime Giorgio Schiavone. 1463 je u Šibeniku oženio Jelenu kćerku Jurja Dalmatinca.
Poznata dijela su mu: poliptih iz crkve sv. Franje u Padovi, sad u Londonu National Gallery, središnji dio poliptiha iz crkve sv. Nikole u Padovi sada u muzeju Staatliche Museen u Berlinu, dok su krila u katedrali u Padovi. Jedan prikaz Blažene Djevice Marije čuva se u Pinacoteca Sabauda u Torinu, drugi u Walters Gallery u Baltimoru. Njegovih djela ima i u Musée Jacquemart-André u Parizu i u Rijksmuseumu u Amsterdamu i Museo Correr u Veneciji. U Hrvatskoj mu se atribuira slika Blažene 
Djevice Marije s Djetetom u samostanu sv. Lovre u Šibeniku.